# Mönchsberg
Der Mönchsberg (höchster Punkt 508 m ü. A.) ist ein Stadtberg in Salzburg (Österreich), der nach den Mönchen des nahe gelegenen Benediktinerkloster St. Peter benannt wurde. Er zieht sich auf einer Länge von etwa 1700 m vom Festungsberg in Richtung Nordwesten am linken Salzachufer bis Mülln. Sehr selten wird in der Literatur der Festungsberg auch als Teil des Mönchsberges betrachtet.

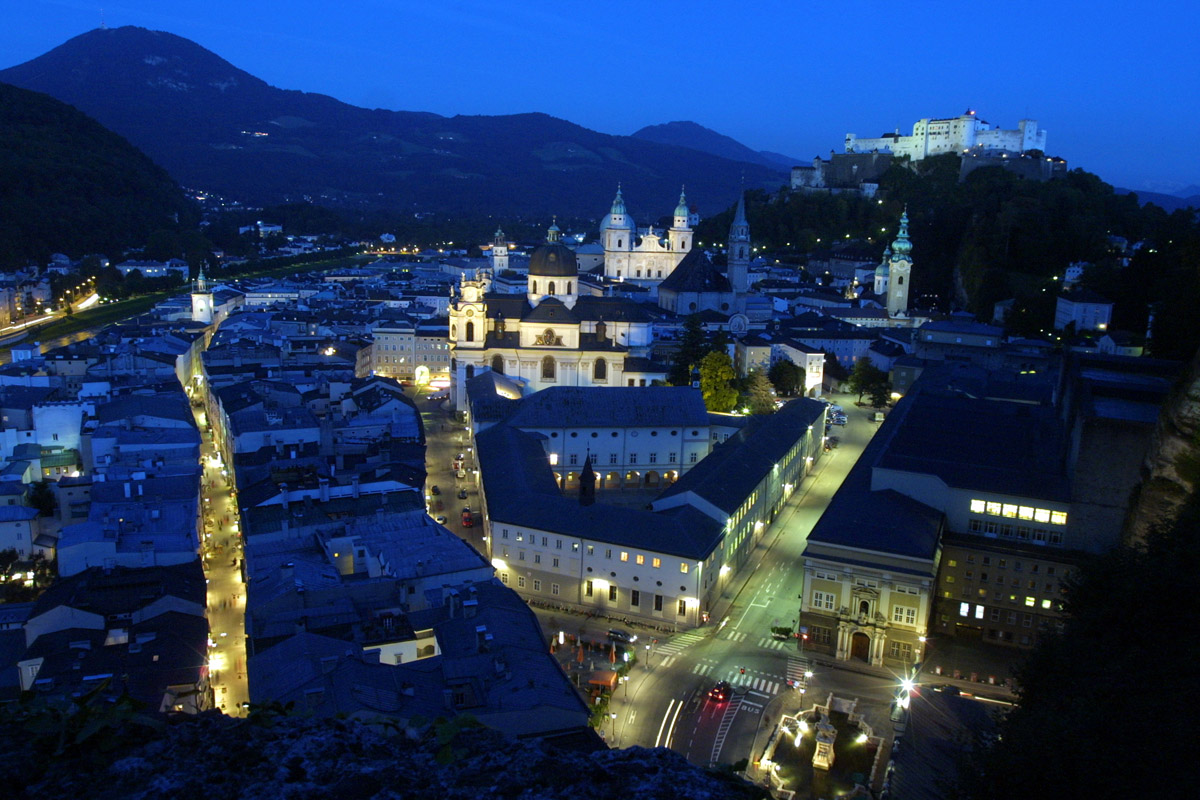
Nächtlicher Blick vom Mönchsberg auf die Salzburger Altstadt und den Festungsberg

Der Plateauberg prägt mit seinem langgezogenen Rücken das Stadtbild. Mit kleinräumigem Wechsel von Wald und Wiesen und seinen vielen Aussichtsplätzen ist der Mönchsberg als Naherholungsraum und Ausflugsziel für Einheimische und Touristen besonders beliebt.

## Geologie
Der Berg besteht in erster Linie aus Konglomerat. Dieses Konglomerat ist aus Sedimenten – als Flussdelta in den großen See des Salzburger Beckens hinein abgelagert – entstanden. Es ist aus Feinkorn- und Mittelkornlagen aufgebaut und besteht aus schräg übereinander liegenden Bänken, zwischen denen sich Sandlagen (meist Grobsand, sehr selten Feinsand) befinden. Die Lagen sind unterschiedlich stark verkittet, die wenig verfestigten Lagen sind aufgrund der höheren Verwitterungsanfälligkeit leicht als Nischen in den Felswänden erkennbar.
Bohrungen, die das Konglomerat durchstießen, zeigen, dass das Gestein des Mönchsbergs nicht auf hartem Untergrund, sondern auf weicher Grundmoräne bzw. auf Gosauschichten (Sandstein und Mergel) liegt. Im Bereich der Felswände bildeten sich hangparallele Entspannungsklüfte, die häufig mit Lehm gefüllt sind. Sie dürften durch die Unterschneidung des Bergs durch die Salzach, durch die Steinbrucharbeiten oder durch natürliche Entspannungsvorgänge entstanden sein. Die Brüche bewirken, dass vermehrt Wasser in das Gestein eindringt. Der entstehende Auftrieb verringert den Reibungswiderstand, was zum Abbruch großer Felsteile führen kann. Auch die Nordost-Flanke des Mönchsbergs wurde von Paris Lodron als Teil der Stadtbefestigung ausgestaltet. Zuvor bestanden hier einige alte Steinbrüche. (Natürliche Felswände wären im Erscheinungsbild unregelmäßiger und würden durch die starke Erosion wenig verfestigter Lagen ausgeprägte Erosionskehlen zeigen). Die Abhänge Richtung Mülln und Riedenburg wurde aus Verteidigungsgründen ebenfalls skarpiert (vertikal abgearbeitet).
Am Mönchsberg gab es durch oberflächliche Verwitterung ausgelöste im Lauf der Jahrhunderte oftmals kleine Steinschläge, selten aber auch Felsstürze bis zu etwa 100.000 m³.

## Befestigungsanlagen des Mönchsberges

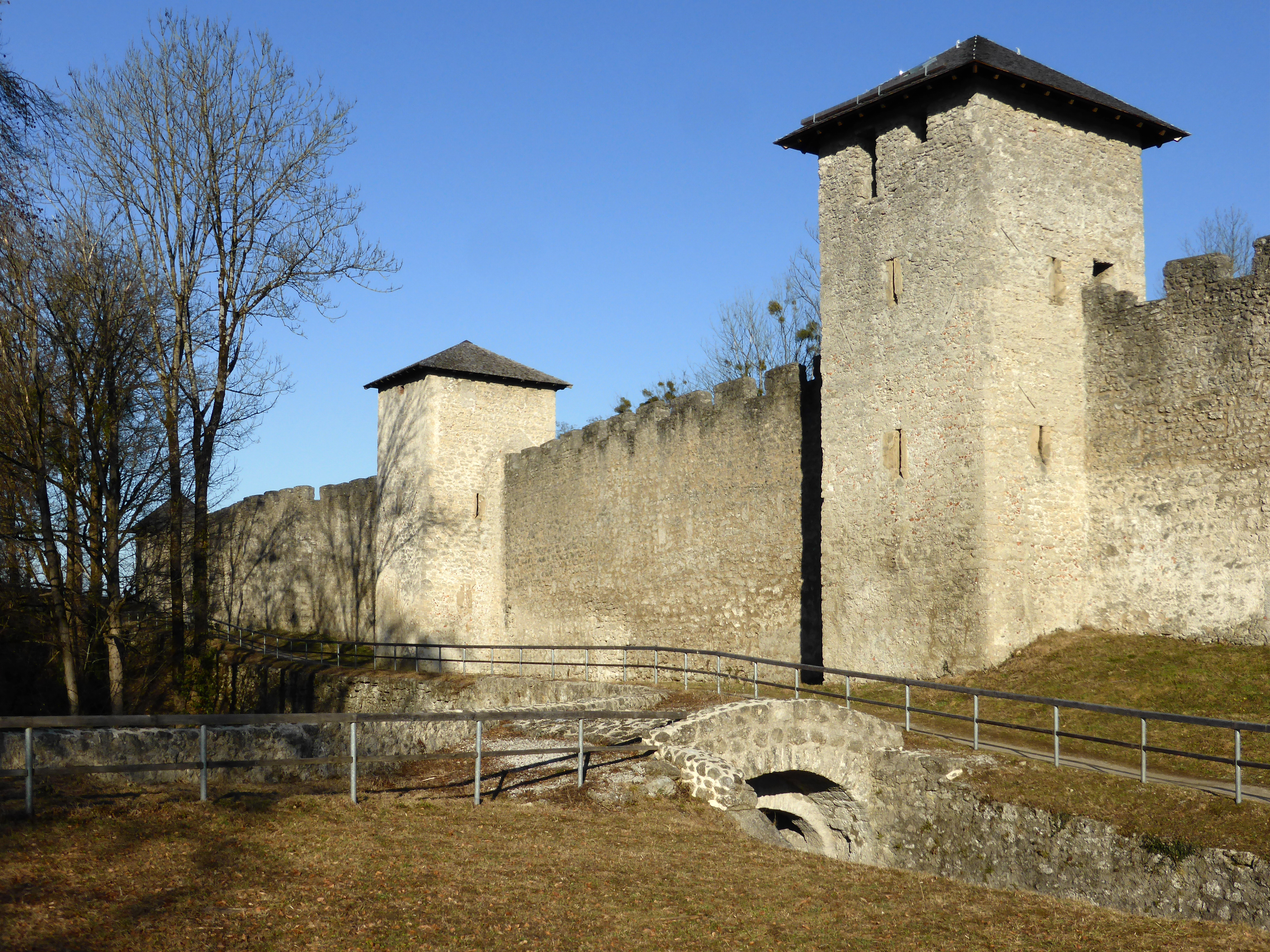
Befestigungsanlage Bürgerwehr

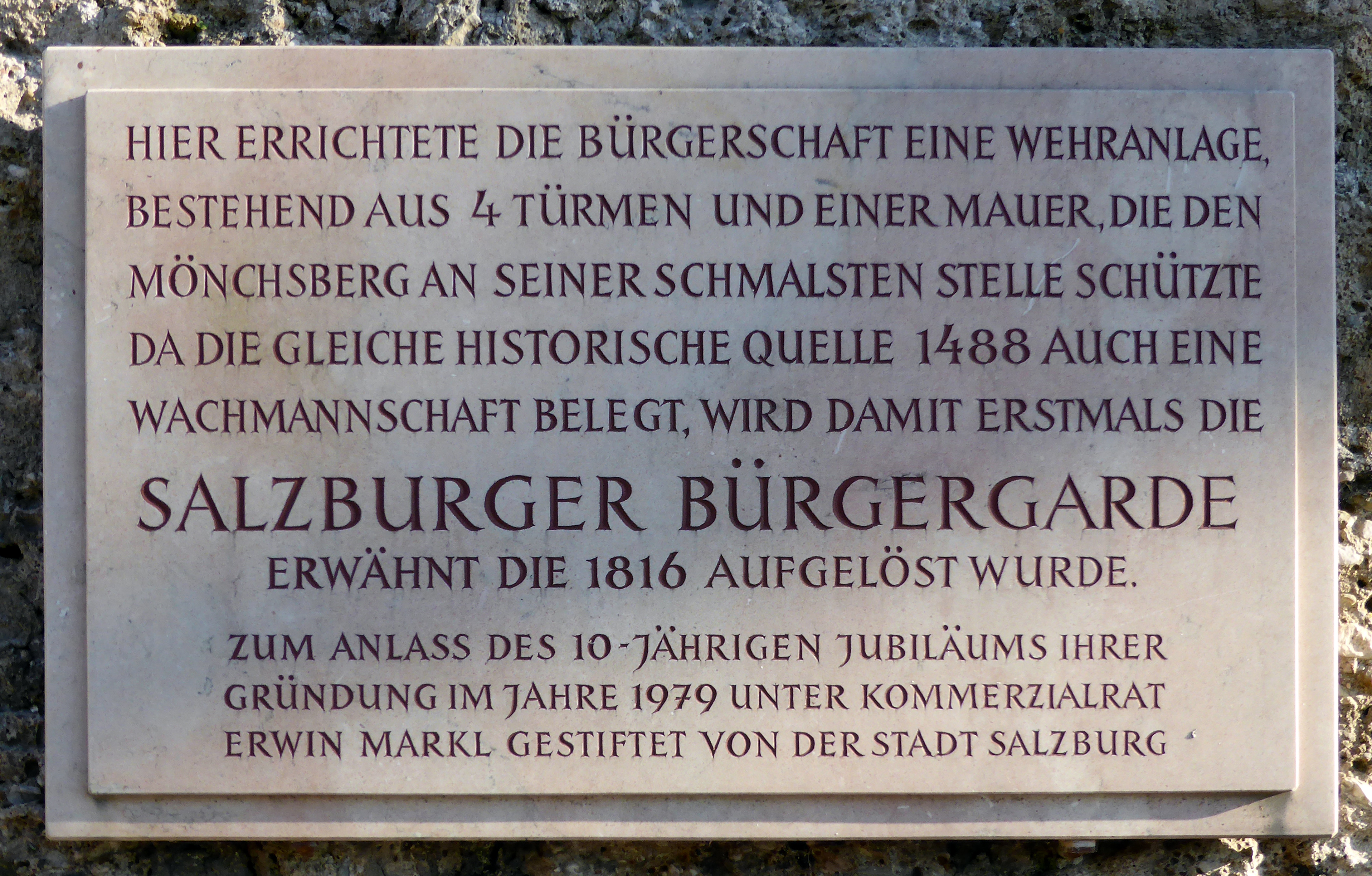
Gedenktafel (Bürgerwehr war erst zweitürmig, wenig später achttürmig)

Eine durchgehende Befestigungsmauer auf dem Mönchsberg wurde bereits im 13. Jahrhundert begonnen und in den Jahren nach 1465 wesentlich verstärkt. Die bis heute erhaltene Wehrmauer und der untere Wehrturm des Bertoldszwingers sowie die beiden erhaltenen Wehrtürme des Falkenzwingers stammen aus dieser mittelalterlichen Periode. Unter Erzbischof Paris Lodron wurden während des Dreißigjährigen Krieges die Wehranlagen der Stadt Salzburg einschließlich des Kapuziner-, Mönchs- und Festungsbergs erneut verbessert und erweitert, die Stadt wurde damit zu einer für damalige Verhältnisse uneinnehmbaren Festung ausgebaut. Die Stadtberge wurde erneut skarpiert (der Mönchsberg ab 1623), sodass dadurch eine Bezwingung der nun teilweise noch höheren und gleichzeitig völlig glatten Felswände noch schwieriger wurde.

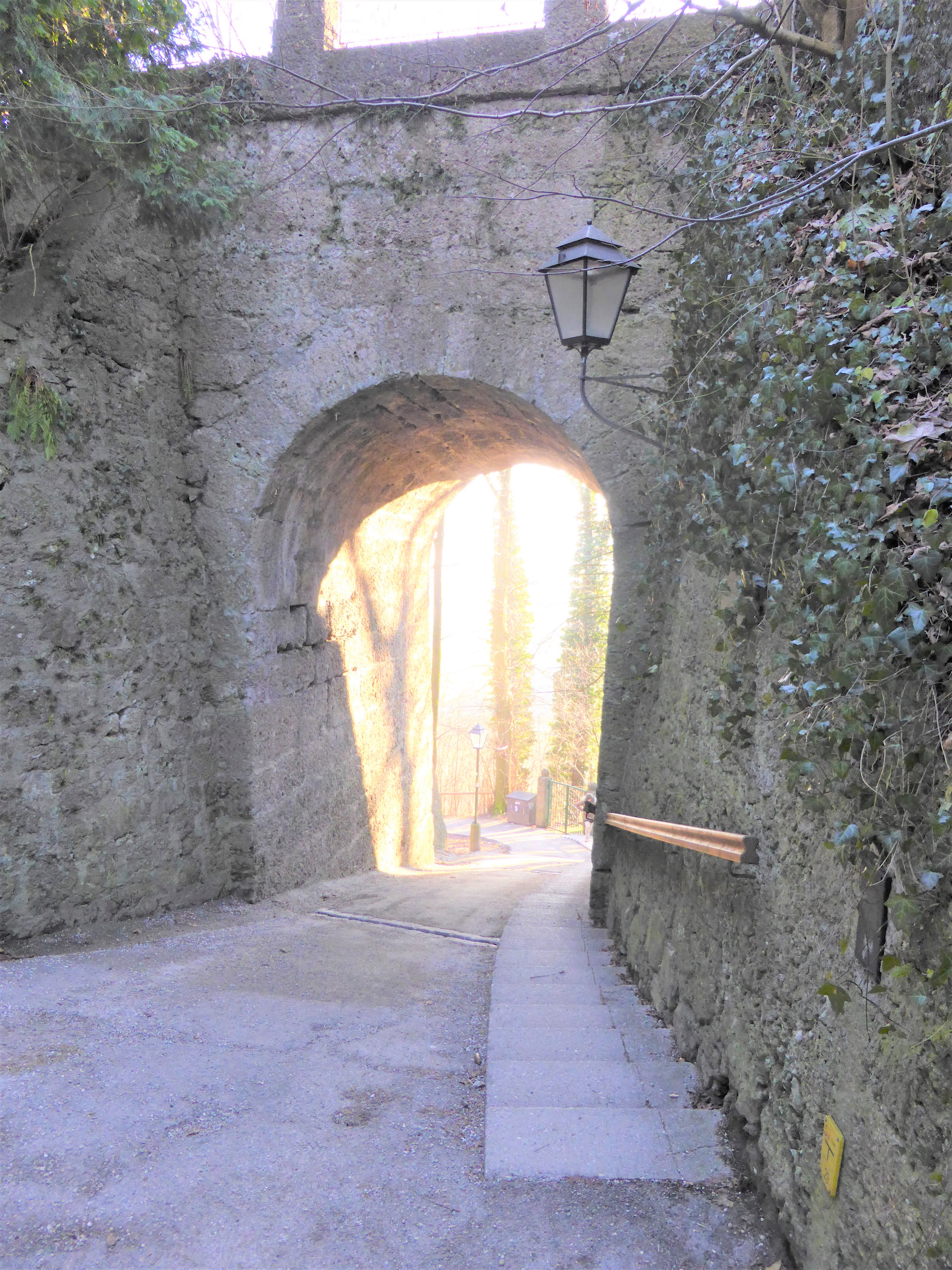
Bürgermeisterloch (Durchstich durch den Lodronschen Wehrwall) mit Blick nach Nonntal

Der Festung Hohensalzburg auf dem benachbarten Festungsberg wurden die Hasengrabenbasteien mit großen Stützmauern vorgelegt. Vom Zeughaus der Festung konnte der Sattel zum Mönchberg (die sogenannte „Scharte“) mit Geschützen beherrscht werden. Die Katze genannte Bastei schloss die Befestigungen der Festung zum Mönchsberg hin ab. Von hier aus wurde eine Mauer quer über die Scharte errichtet, aus der 1863 auf Veranlassung des im Daunschlössl wohnenden Heinrich von Mertens ein Tor herausgebrochen wurde, das Bürgermeisterloch. Dadurch wurde ein alter, von Paris Lodron aufgelassener Weg nach Nonntal wieder begehbar.
Die Stadt Salzburg wurde während des Dreißigjährigen Krieges nie angegriffen, obwohl es seitens des Schwedenkönigs Gustav Adolf Überlegungen in diese Richtung gab. Die Stadt, die damals zu den am besten befestigten Städten Europas zählte, galt als „wehrhafte Friedensinsel“, in die sogar der Kurfürst Maximilian I. von Bayern, der Oberbefehlshaber der Katholischen Liga, zweimal mit Schatz und Archiv (1632, 1646 bzw. 1648) flüchten musste; die Stadt beherbergte auch viele Flüchtlinge. Das Erzstift Salzburg war niemals Mitglied der Katholischen Liga. Durch die sehr hohen Steuern für die zahlreichen neuen Wehranlagen, für die Ausrüstung der eigenen Soldatenschaft und für Geldzuwendungen an die Katholische Liga bekam die Bevölkerung aber trotzdem den Krieg drastisch zu spüren.
Schon 1137 bis 1143 wurde der Stiftsarmstollen des Almkanals bergmännisch an der Grenze zwischen Mönchsberg und Festungsberg errichtet, um ausreichend Wasser in die Stadt zu leiten. Dieses einzigartige Stollenbauwerk ist bis heute erhalten und kann während der jährlichen Almabkehr in der ersten Septemberhälfte besichtigt werden.
2018 erfolgt eine Sanierung der Wehrmauern am Mönchsberg durch Bergputzer und Mitarbeiter einer Spezialfirma.

## Geschichte
Der Mönchsberg blickt auf eine vielseitige Geschichte zurück, die von technischen Innovationen bis zu tragischen Ereignissen reicht. Bereits 1338 ließen die Bürger der Stadt mit Genehmigung von Erzbischof Friedrich III. vom Müllner Arm des Almkanals einen weiteren Stollen durch den Berg graben, den sogenannten Städtischen Arm. Dieser leitete Wasser zum Bürgerspital und in den Norden der damaligen Altstadt.
Ein tragisches Ereignis prägte den Mönchsberg in den frühen Morgenstunden des 16. Juli 1669. Zwischen der zweiten und dritten Stunde erschütterte ein Erdbeben den Berg und eine Felswand stürzte auf die eng bebauten Häuser der Gstättengasse. Die meisten Bewohner wurden im Schlaf überrascht, nur wenige konnten fliehen. Als Nachbarn zur Hilfe eilten, löste sich ein weiterer Teil des Berges und begrub auch die Retter unter einer etwa 2.000 Zentner schweren Steinlast. Die Katastrophe zerstörte die Markus-Kirche, das Kirchlein zu Unserer Lieben Frau am Bergl (das heute nicht mehr existiert), das Priesterseminar und etwa 13 Häuser. Über 220 Menschen verloren ihr Leben.
Im 18. Jahrhundert wurde das Sigmundstor (auch Neutor genannt) von 1764 bis 1766 errichtet. Dieser Tunnel verbindet die Salzburger Altstadt mit dem Stadtteil Riedenburg im Westen. Ein weiterer Meilenstein war der Bau des ersten großen Wasserspeichers für Untersberg-Quellwasser auf dem Mönchsberg in den Jahren 1874/75. Mit einem Fassungsvermögen von 1.080 m³ versorgte er die Stadt. Noch heute wird Salzburg aus einem im Berg gelegenen Trinkwasserspeicher mit 25.000 m³ Volumen mit Wasser beliefert.
Mit dem wachsenden Tourismus Ende des 19. Jahrhunderts wurde 1890 der erste Panoramalift als Aufstiegshilfe auf den Mönchsberg in Betrieb genommen, der Vorgänger des heutigen Mönchsbergaufzugs. Dieser elektromotorisierte Lift verlief vertikal an der Felswand in einer Stahlkonstruktion und bot Platz für acht Sitz- und vier Stehplätze. Er blieb bis 1947 in Betrieb. 1892 folgte die schräge Festungsbahn auf den Festungsberg und 1948 wurde der Innenlift im Mönchsberg eröffnet.
1933 wurde auf dem Mönchsberg ein Rundfunksender errichtet, der bis 1952 in Betrieb war. Heute steht an seiner Stelle eine Anlage der Funküberwachung. Während des Zweiten Weltkriegs dienten große Kavernen im Berg als Luftschutzbunker.
1948 wurde im Zuge des Umbaus des Restaurants zum Grand Café Winkler eine Aufzugsanlage im Berginneren, der sogenannte Innenlift, errichtet. Drei Kabinen für je acht stehende Fahrgäste verkehrten in einem vertikalen Schacht. Dieser Lift wurde (1986?/)1987 modernisiert, um den steigenden Besucherzahlen gerecht zu werden. Nach 1970 entstanden im Mönchsberg große Garagenanlagen, die heute über 1.400 Pkw-Stellplätze bieten. 1977 nahm das Spielcasino im Café Winkler den Betrieb auf.
2003 wurden schließlich die Berg- und Talstation der Lifte saniert, um die Infrastruktur für Besucher weiter zu verbessern.

## Bauten

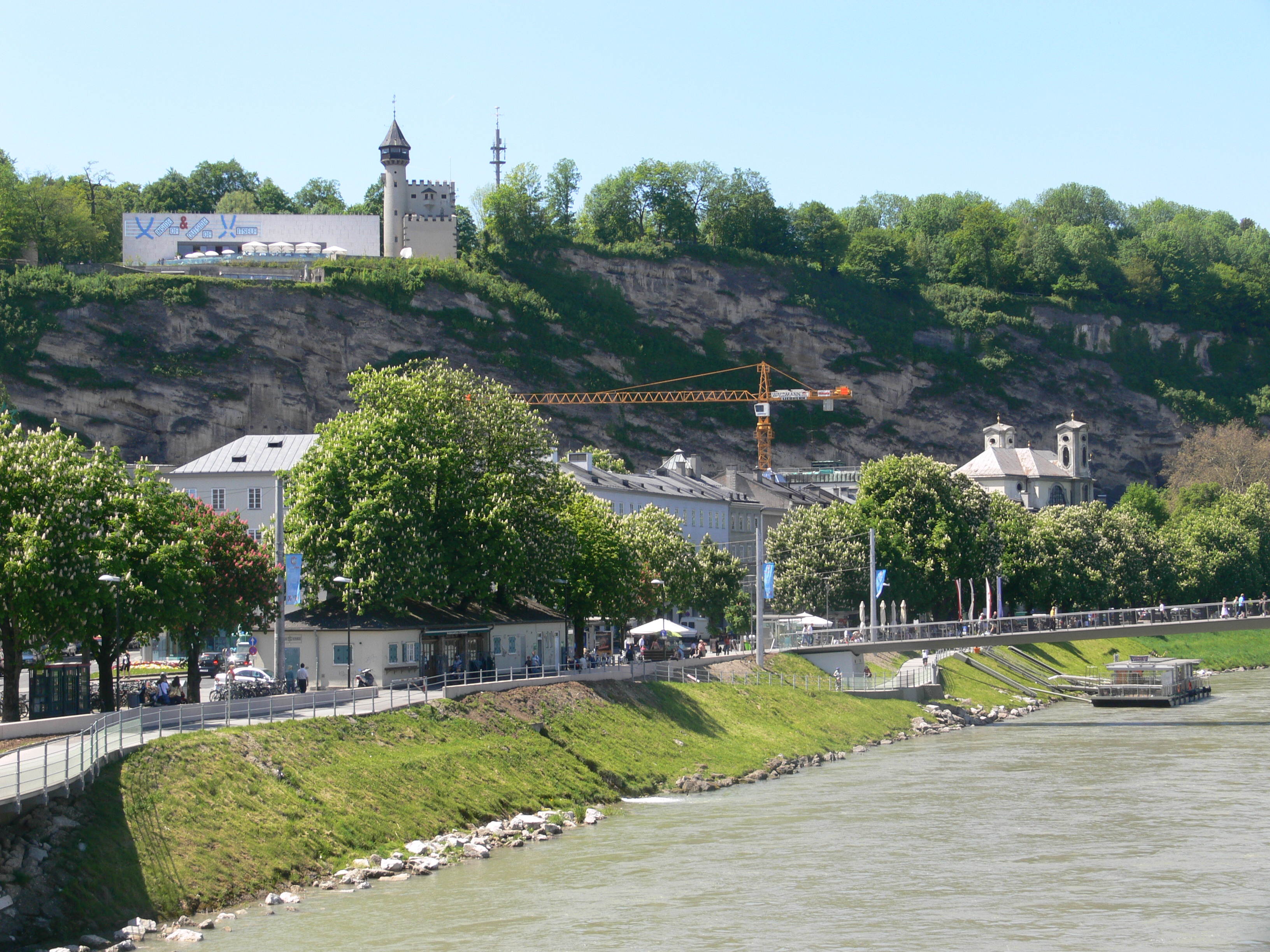
Blick über die Salzach auf den Mönchsberg mit dem Museum der Moderne (2008)

Auf dem Mönchsberg finden sich verschiedene Schlösschen und Villen:
- Johannesschlössl
- Marketenderschlössl
- Schloss Mönchstein
- Kupelwieser-Schlössl
- Grasmayr-Villa
- Freyschlössl
- Abtsturm
- Edmundsburg

Bereichert wird er durch viele erhaltene Wehranlagen:
- Die Richterhöhe, die eine vorzügliche Aussicht auf den Süden der Stadt und die dahinter liegende Gebirgskette der Alpen ermöglicht, geht auf Wehrbauten der Jahre nach 1278 bzw. der Jahre um 1480 zurück. Historisch betrachtet gliedert sich die Richterhöhe in einen Oberen und einen Unteren Zwinger.
- Die weitgehend erhaltene Bürgerwehr, wurde 1487/88 als Teil der Stadtmauer errichtet und nach 1500 zu einer achttürmigen Anlage ausgebaut. Die Freistellung des breiten Wehrgrabens erfolgte Anfang 2023.[7]
- Die Müllner Schanze mit den Wehrtürmen der Augustinerpforte und Monikapforte wurde von Paris Lodron 1621 bis 1644 in der Gestalt eines dreistufigen Wehrbaues als Teil der damaligen Stadtmauer errichtet. Sie wird seit etwa 1890 durch einen ohne Rücksicht auf die historische Substanz errichteten Straßenbau beeinträchtigt.[8]
- Nächstgelegen ist die Humboldt-Terrasse (historisch Klausenkavalier oder auch Frauenkavalier), ebenfalls ein Wehrbau Lodrons, der einen einzigartigen Rundblick über die Salzburger Altstadt, den Festungsberg und die östlichen Vororte Salzburgs ermöglicht. Sie wurde als Wehranlage ursprünglich „Katze“, später „Kavalier“ genannt und ist heute nach Alexander von Humboldt benannt.

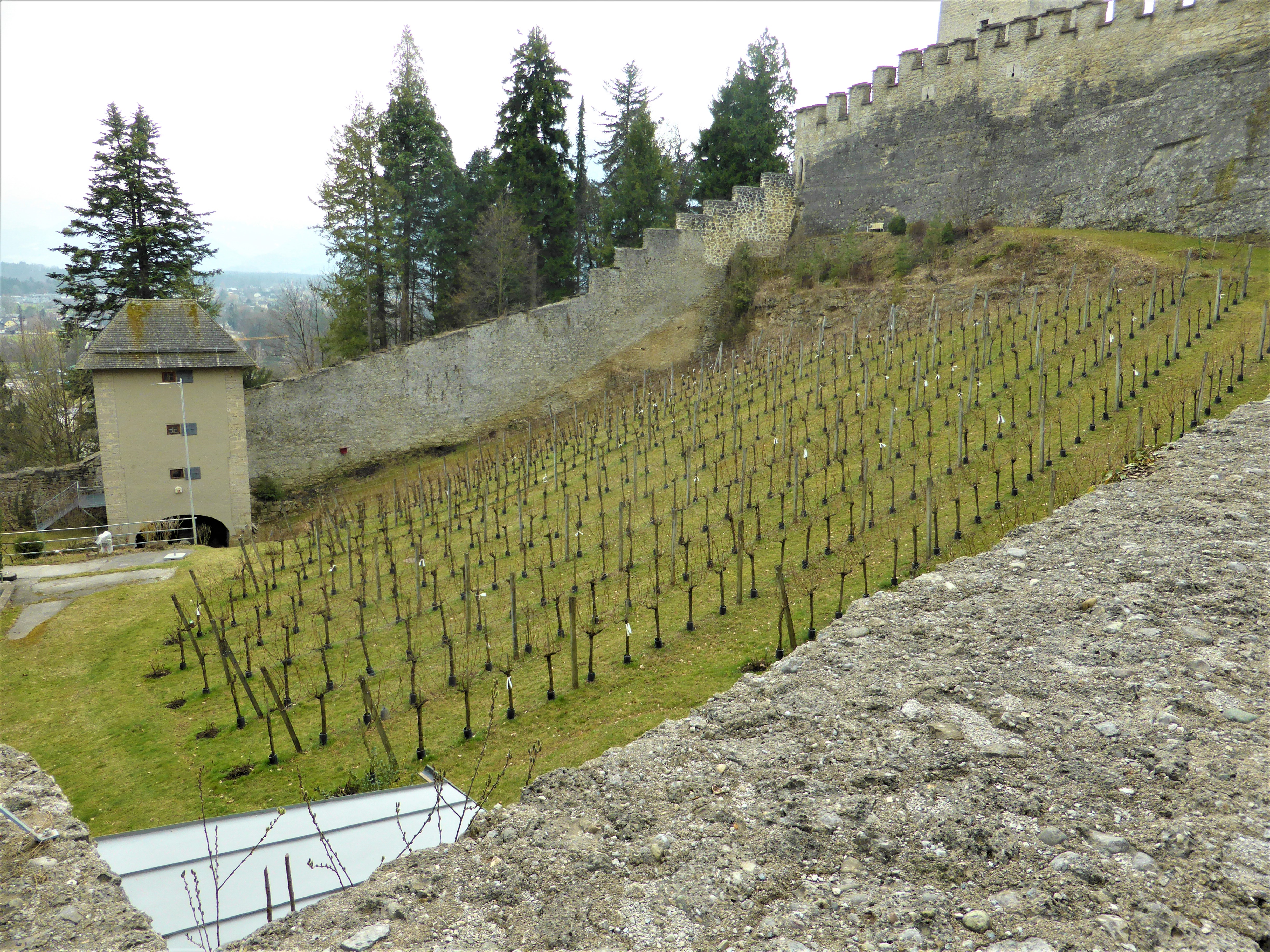
Bertholdsturm mit Weingarten

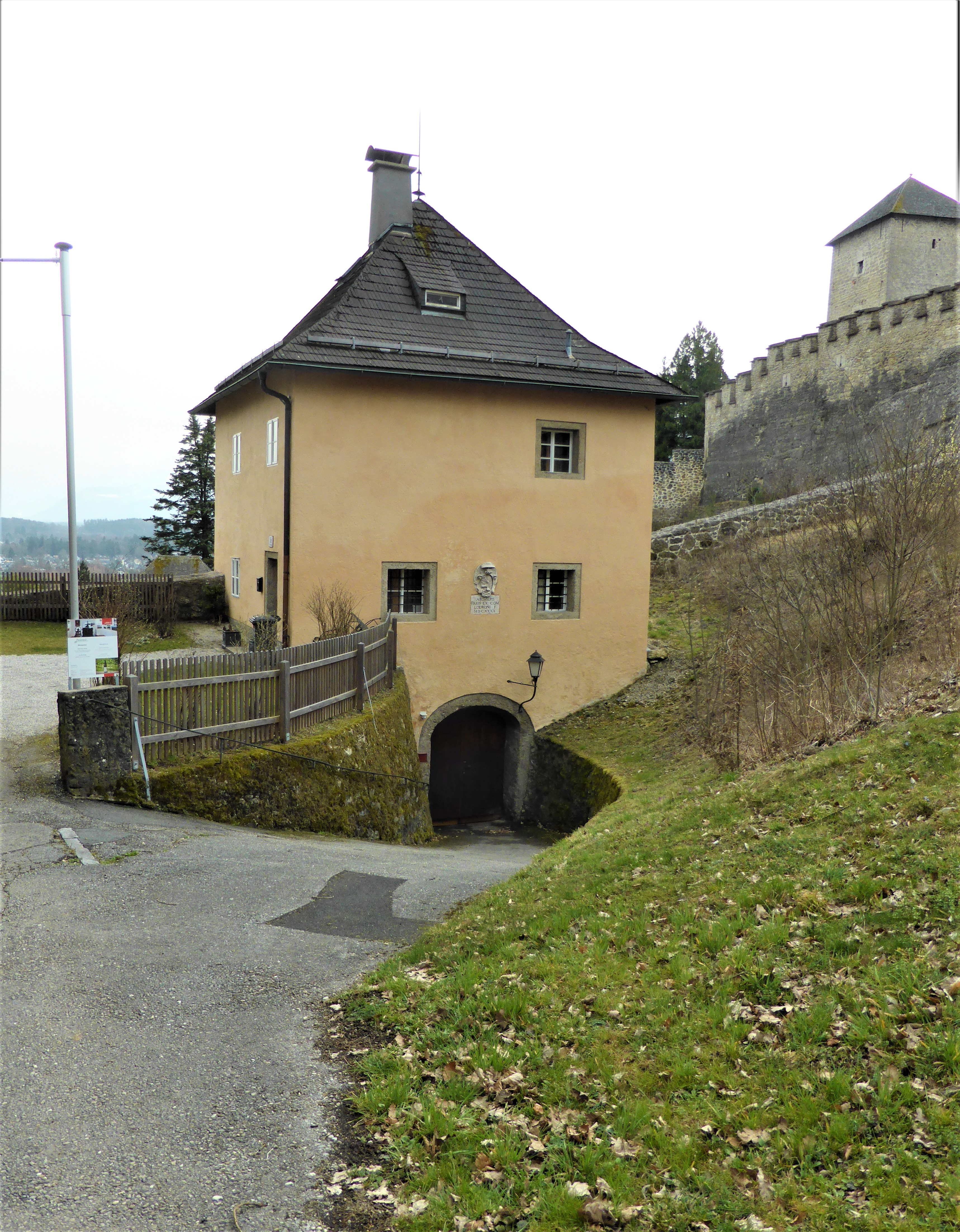
Lodronsches Militärwachthaus (heute Weinbau Museum Salzburg)

Auf dem Mönchsberg befindet sich auch das Salzburger Museum der Moderne. Es trat an die Stelle des einstigen Café Winkler, eines beliebten Ausflugsziels, das lange Jahre das Casino beherbergte. Das Gebäude ist über einen Lift im Berg erschlossen, die Panoramaterrasse vor dem Museum ist ein viel besuchter Aussichtspunkt, von dem aus man die Salzburger Altstadt überblicken kann.
2008 wurde im Bertholdszwinger ein Weingarten angelegt, der zuerst von den Pfadfinder betreut wurde. Seit 2021 ist im Lodronschen Militärwachthaus (Mönchsberg 16) das Weinbau Museum Salzburg untergebracht; im Bertholdszwinger wird eine frührote Veltliner Traube angebaut. Der zweite Musterweingarten in der Stadt Salzburg befindet sich nahe der Bucklreuthstraße. Im Land Salzburg gibt es noch fünf weitere Musterweingärten (Michaelbeuern, Großgmain, St. Gilgen, Lofer, Saalbach-Hinterglemm).

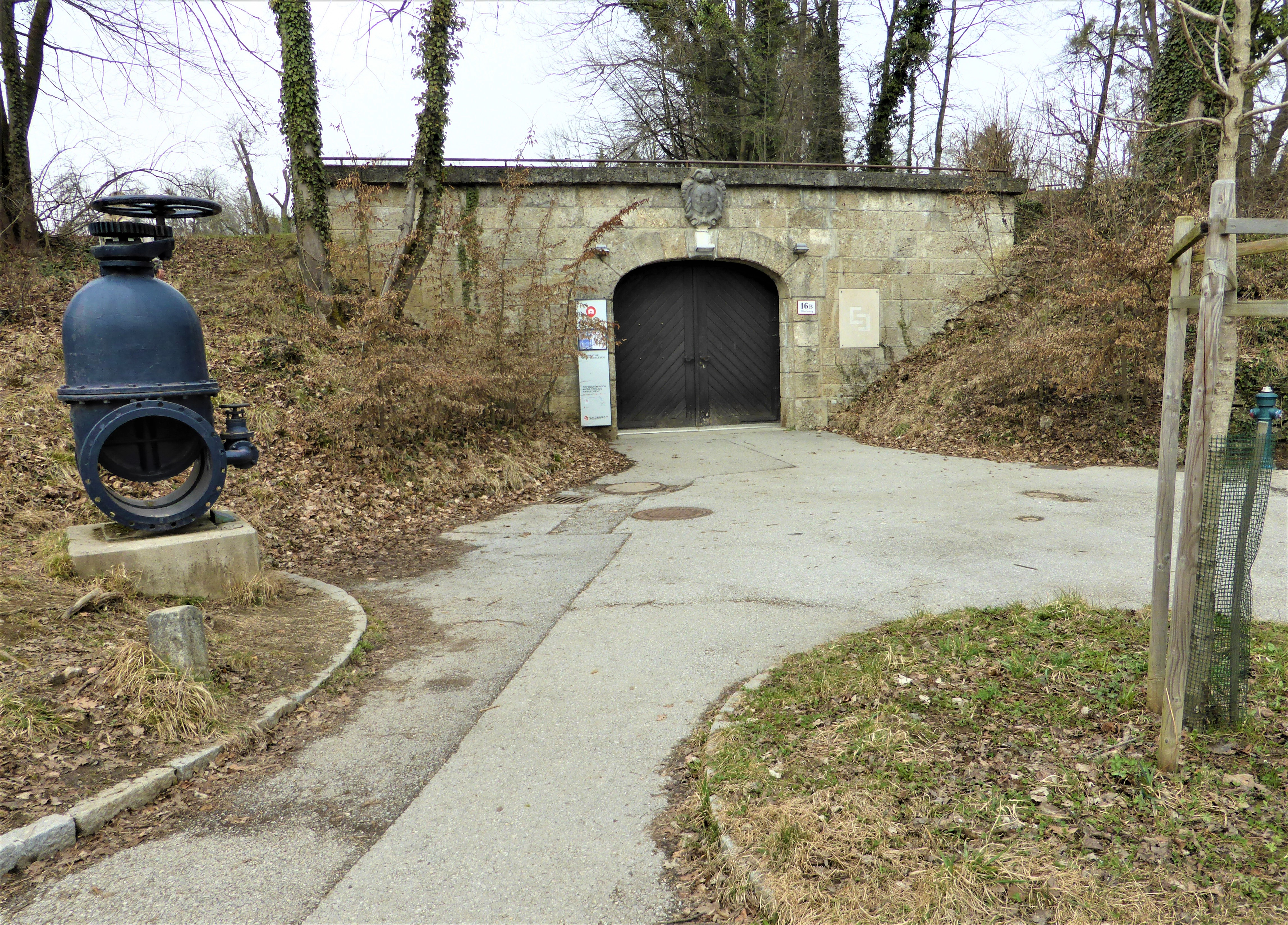
Eingang zum Museum WasserSpiegel

Am Doktor-Ludwig-Praehauser-Weg befindet sich in der Nähe des Buffets zur Richterhöhe das Museum WasserSpiegel, in dem die Geschichte der Salzburger Wasserversorgung dargestellt wird; zudem beherbergt es ein Wasserreservoir mit 25.000 m² Wasser.
2011 wurde nächst der Franz-Josefs-Höhe vom Buddhistischen Diamantweg-Zentrum Österreich durch den nepalesischen Meditationsmeister Sherab Gyaltsen Rinpoche eine Stupa eingeweiht.
Wichtige historische Aussichtsterrassen sind neben der Humboldtterrasse (Klausenkavalier) und der Richterhöhe die Karolinenhöhe, die Franz Josefs- und Elisabeth-Höhe, die König-Ludwig-Fernsicht, der Johanneskavalier und der Staufenblick.
Der Mönchsberg ist auch ein „Berg der Schriftsteller“: Peter Handke hat 1979–1988 in einem Nebengebäude des Hauses Mönchsberg 17 (Kupelwieserschlössl) gewohnt und beschreibt seine Spaziergänge in Nachmittag eines Schriftstellers. Für Thomas Bernhard war der Mönchsberg hingegen nur der „Selbstmordberg“. Gerhard Amanshauser wohnte unweit des Mönchsberges auf dem Festungsberg – in seiner Autobiographie Als Barbar im Prater spielen Mönchsberg und Festungsberg eine wichtige Rolle.

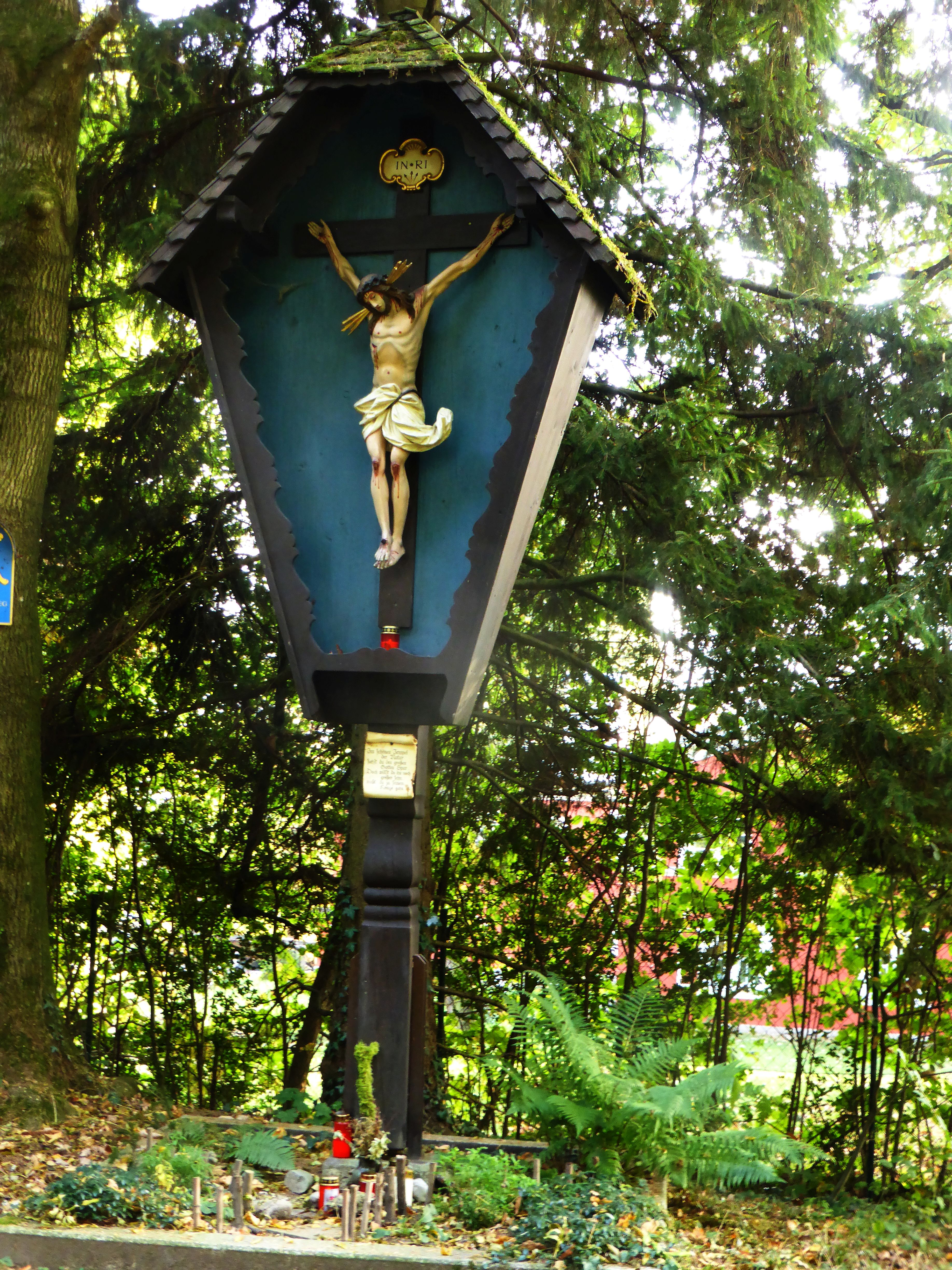
Katschthaler-kreuz (Karolinen-höhe)
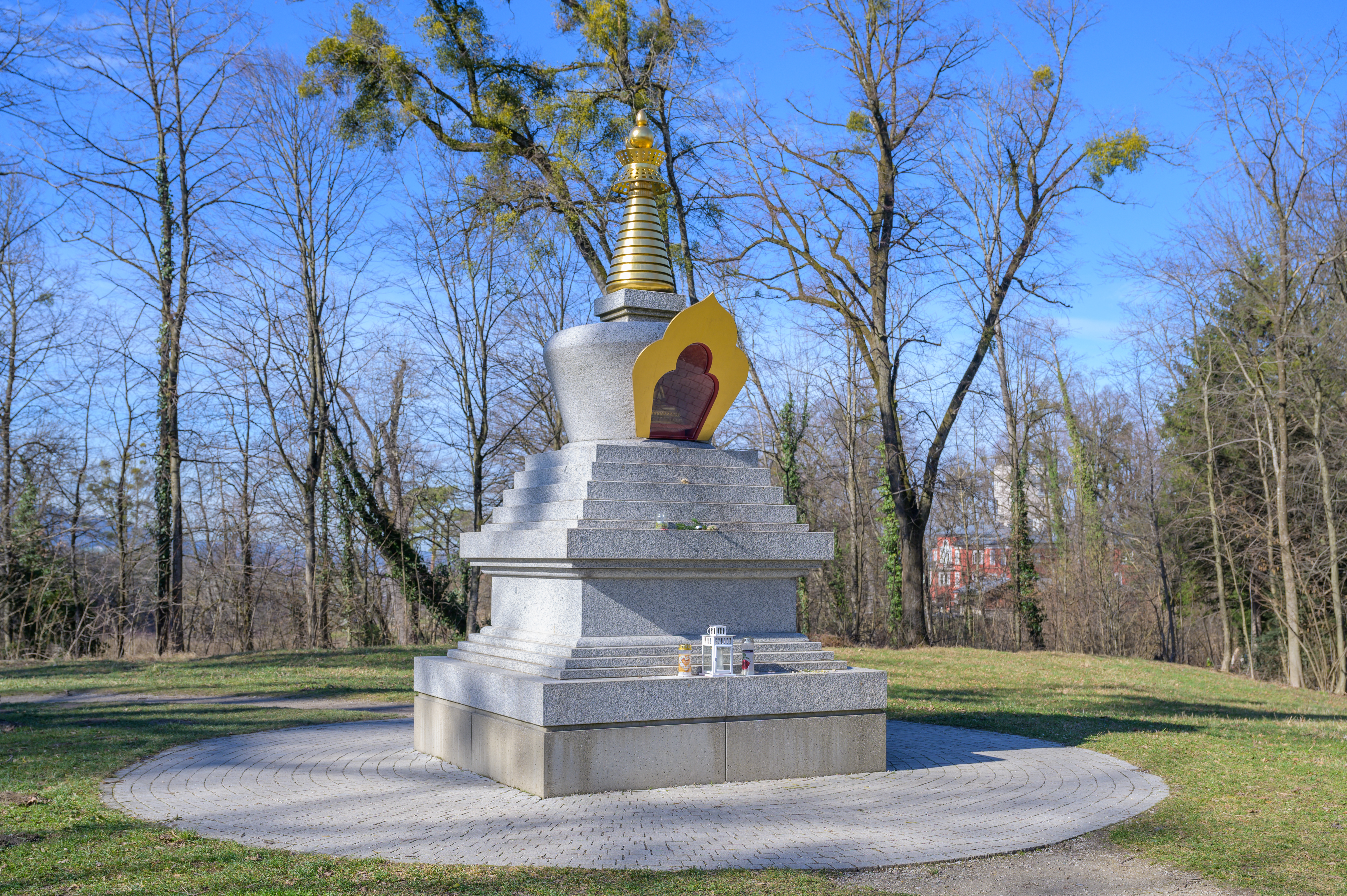
Tibetisch-Buddhistische Stupa auf der Franz-Josephs-Höhe

## Wartelstein
Der nördliche Teil des Mönchsberges oberhalb der Augustinerstraße wurde vom 14. bis zum 19. Jahrhundert als Wartelstein (auch Wartlstein oder Wartstein) bezeichnet. Die Bezeichnung leitet sich von „Warte“, also einem Aussichtspunkt oder einem Wachposten auf einem Stein, ab. Zu ihm zählt die 1624 während des Dreißigjährigen Krieges errichtete Wartelsteinbastei und der Johanneskavalier (auch Wartelsteinkavalier genannt), letzterer befindet sich unterhalb des Johannesschlössls. An die Bezeichnung Wartelstein erinnert das abgegangene Wartelsteintor in der Augustinergasse, die Wartelsteinstraße (früher Wartelsteingasse) in Mülln und der Wartelsteinweg, der als Panoramaweg von der Riedenburgerstiege entlang der westlichen oberen von Paris Lodron zur Stadtmauer ausgestalteten Felstkante bis zur Müllner Schanze führt.

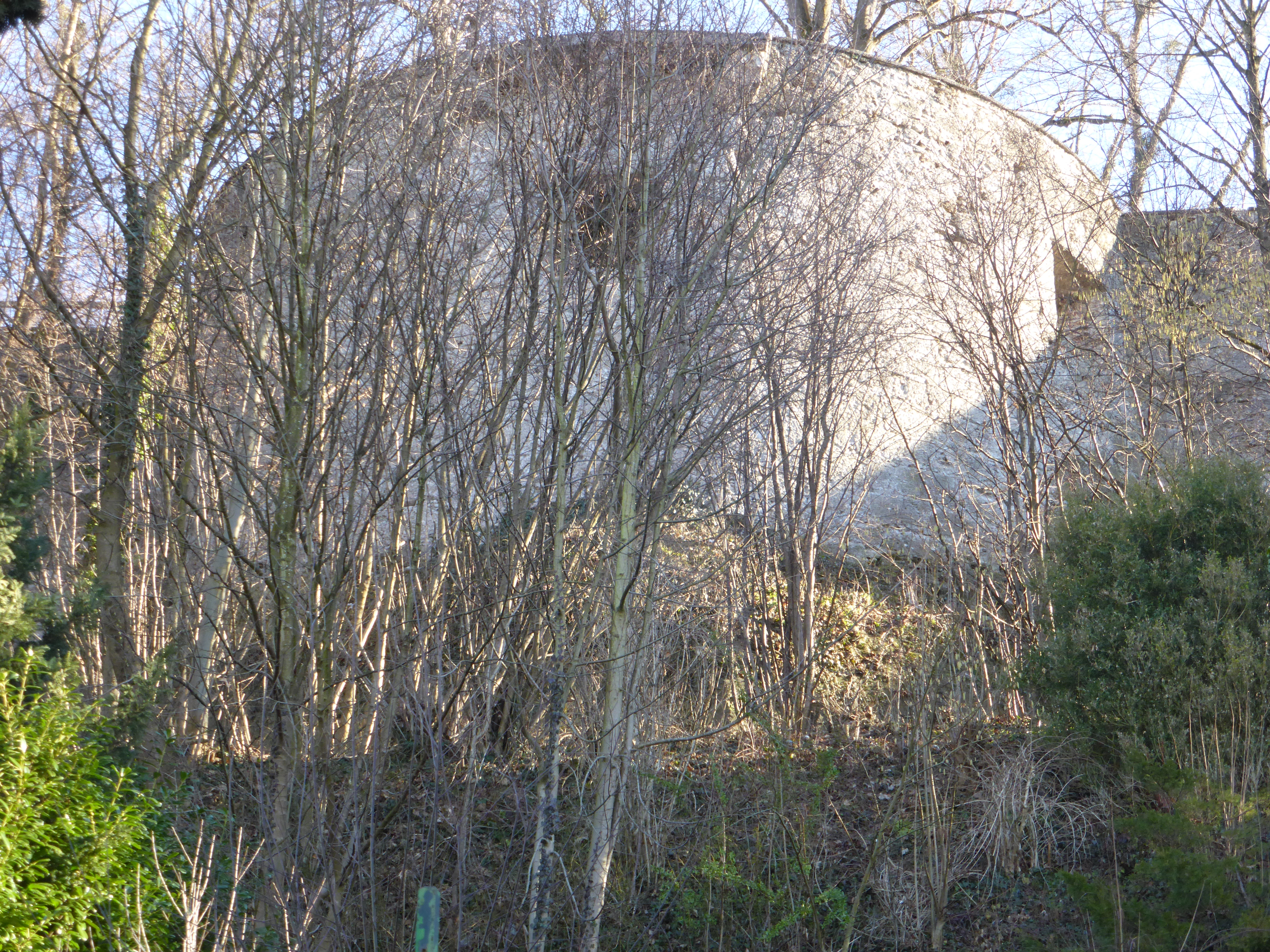
Wartelsteinbastei
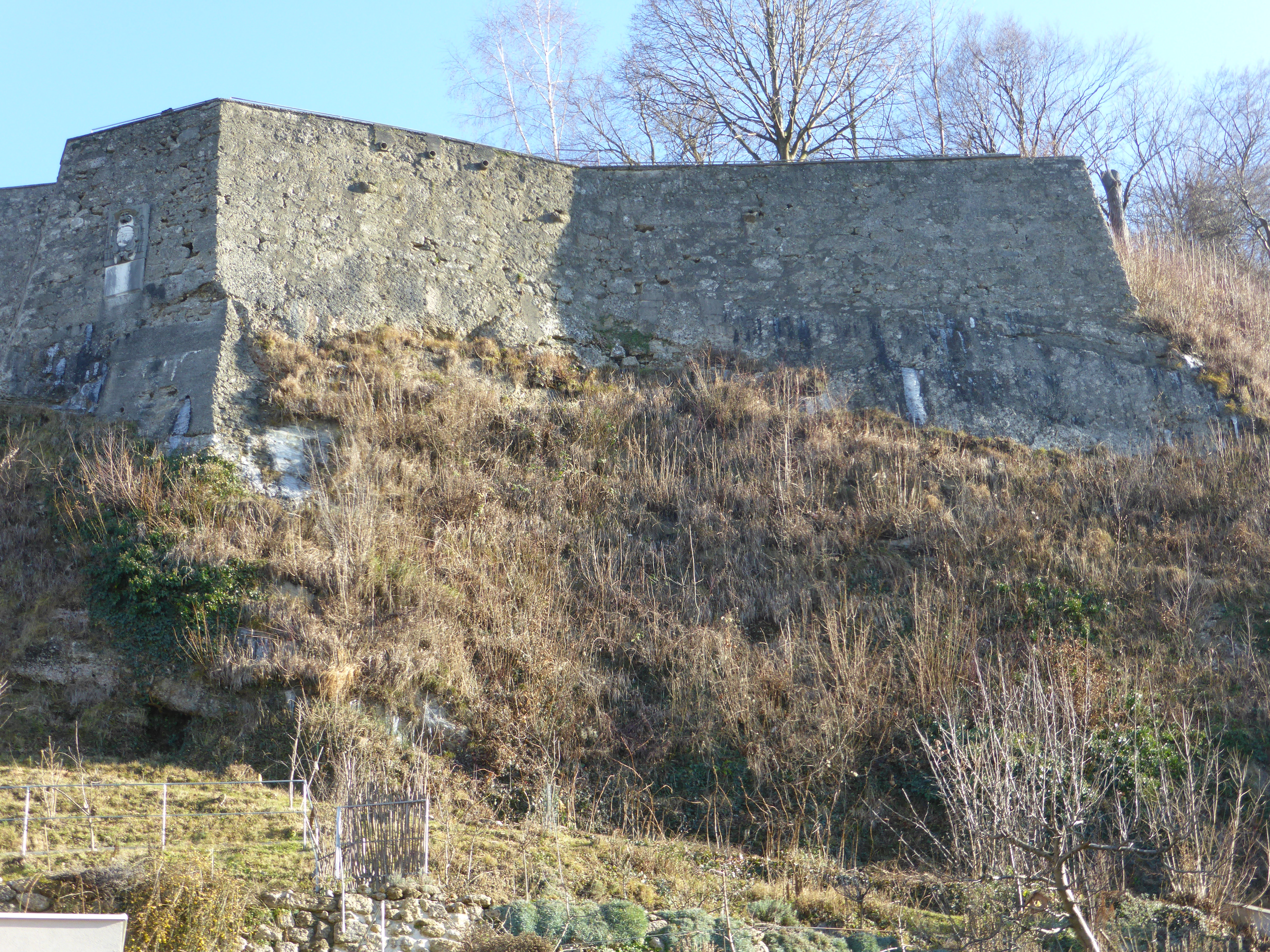
Wartelsteinkavalier
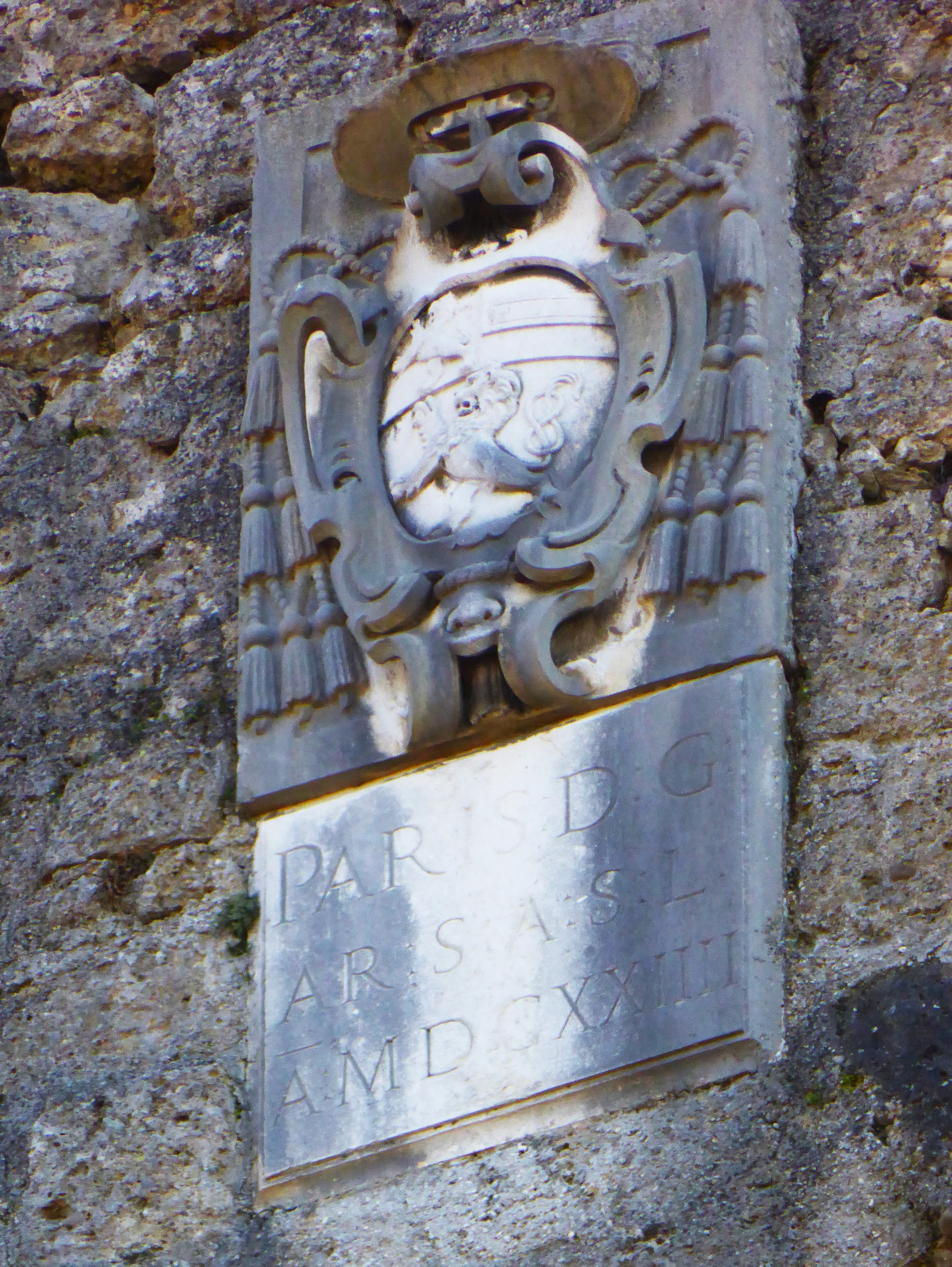
Wappen von Paris Lodron
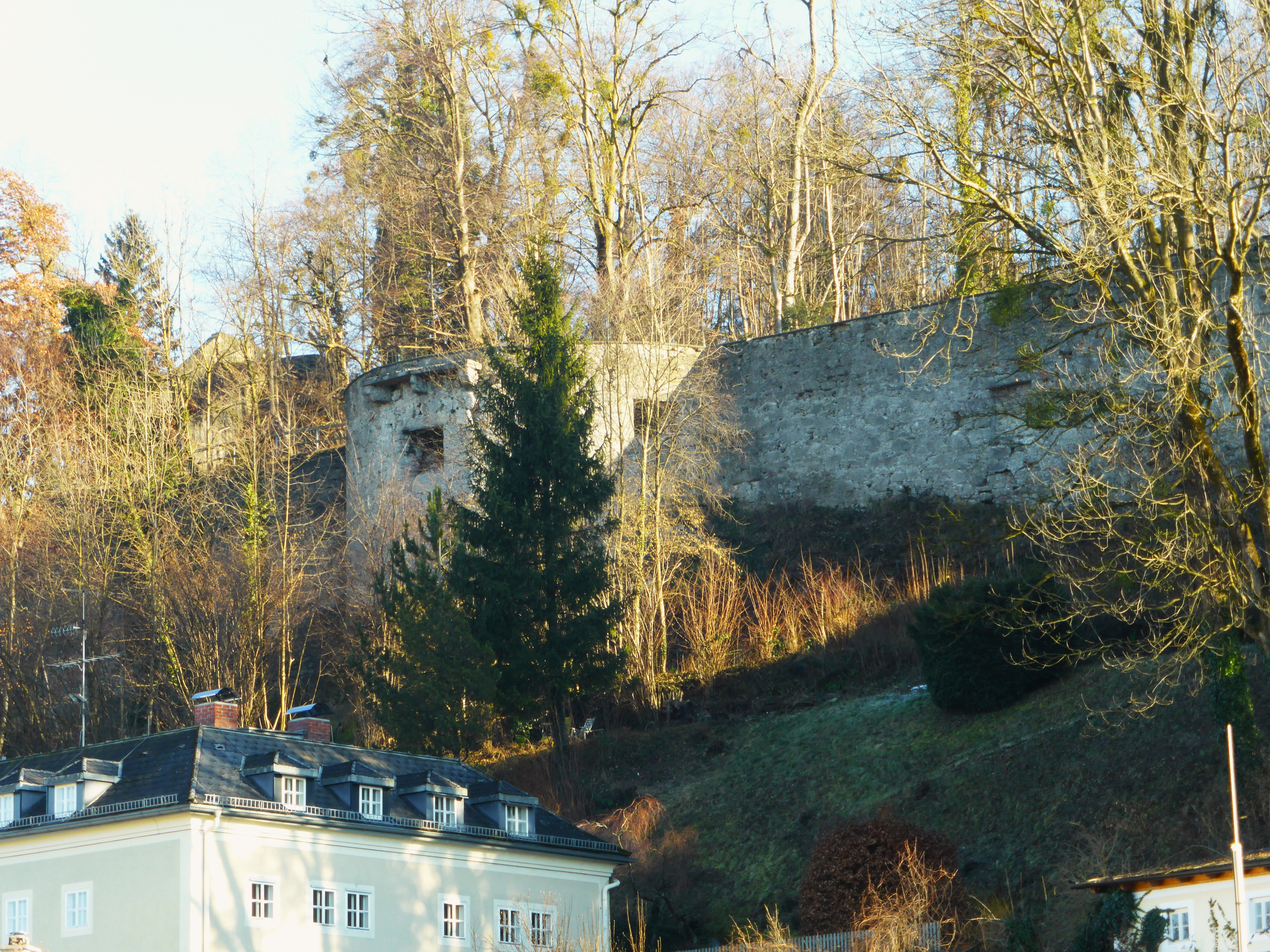
Wartelsteinbastei

## Steinbruch, Kavernen, Luftschutzstollen, Mönchsberggaragen
1595 ließ Fürsterzbischof Wolf Dietrich von Raitenau Kavernen in den Mönchsberg schlagen. Ebenso wurde der Steinbruch geöffnet um Baumaterial für den Marstall zu gewinnen. Die Kavernen wurden später als Bierlager verwendet, ausgebaut und werden heute für Veranstaltungen genutzt. 1974/1976 wurden zwei Kavernengaragen mit 720 und 780 Stellplätzen ausgebrochen, die Mönchsberggaragen Mitte und Nord.